# 道の駅グランテラス筑西
道の駅グランテラス筑西（みちのえき グランテラスちくせい）は、茨城県筑西市にある国道50号の道の駅である。

## 施設
- 駐車場 361台
- トイレ 28器
- 休憩所
- 直売施設
- 物産販売施設
- 飲食物提供施設
  - レストラン
  - フードコート
  - カフェ
  - ベーカリー
  - 惣菜
- 情報提供施設
- キッズルーム
- 多目的室および調理室
- 屋外広場
- 屋外ステージ

## アクセス
- 車でのアクセス
  - 国道50号（下館バイパス） - 登録路線
    - 茨城県道207号高田筑西線

  - E50 北関東自動車道 桜川筑西ICより約15分[5]
- 公共交通機関でのアクセス
  - 下館駅（JR水戸線・真岡鐵道真岡線・関東鉄道常総線）よりバスで約15分[5]
  - 東京駅鍛冶橋駐車場より高速バス（桜川・筑西ライナー）が運行

## 周辺
- 筑西市立竹島小学校